# Кубок Монголії з футболу 2017
Кубок Монголії з футболу 2017 — розіграш кубкового футбольного турніру у Монголії. Титул володаря кубка здобув Улан-Батор Сіті.

## Календар
| Раунд        | Дата                      | Матчі | Клуби   |
| ------------ | ------------------------- | ----- | ------- |
| Перший раунд | 23 травня - 26 липня 2017 | 14    | 30 → 16 |
| 1/8 фіналу   | 1-16 серпня 2017          | 8     | 16 → 8  |
| 1/4 фіналу   | 6-13 вересня 2017         | 4     | 8 → 4   |
| 1/2 фіналу   | 26-27 вересня 2017        | 2     | 4 → 2   |
| Фінал        | 8 жовтня 2017             | 1     | 2 → 1   |

## 1/4 фіналу
| Команда 1       | Рахунок | Команда 2   |
| --------------- | ------- | ----------- |
| 6 вересня 2017  |         |             |
| Улан-Батор Сіті | 14:0    | ДМІю (2)    |
| Хоромхон        | 0:4     | Ерчім       |
| Дерен           | 4:1     | Атлетік 220 |
| 13 вересня 2017 |         |             |
| Гойо            | 0:4     | Улан-Батор  |

## 1/2 фіналу
| Команда 1       | Рахунок | Команда 2 |
| --------------- | ------- | --------- |
| 26 вересня 2017 |         |           |
| Улан-Батор Сіті | 1:0     | Ерчім     |
| 27 вересня 2017 |         |           |
| Улан-Батор      | 3:2 дч  | Дерен     |

## Фінал
| Команда 1       | Рахунок | Команда 2  |
| --------------- | ------- | ---------- |
| 8 жовтня 2017   |         |            |
| Улан-Батор Сіті | 4:2     | Улан-Батор |